# Mlewo
Mlewo – wieś w Polsce położona w województwie kujawsko-pomorskim, w powiecie golubsko-dobrzyńskim, w gminie Kowalewo Pomorskie.

## Podział administracyjny
W latach 1954–1959 wieś należała i była siedzibą władz gromady Mlewo, po jej zniesieniu w gromadzie Wielkie Rychnowo. W latach 1975–1998 miejscowość położona była w województwie toruńskim. W administracji Kościoła Katolickiego należy do parafii Kiełbasin.

## Demografia
W 2021 wieś liczyła 342 mieszkańców. Jest ósmą co do wielkości miejscowością gminy Kowalewo Pomorskie.

## Położenie i układ
Przez wieś przebiega Droga wojewódzka nr 649.
Mlewo jest wsią rozproszoną. Większość zabudowań skupiona jest wokół głównej drogi łączącej Kowalewo Pomorskie z Chełmżą oraz odchodzącej od niej wiejskiej drogi asfaltowej zbudowanej pod koniec lat 70. XX wieku. Od tych dróg odchodzą liczne drogi nieutwardzone prowadzące na pola oraz do oddalonych gospodarstw.

## Gospodarka
Mlewo jest wsią rolniczą bez przemysłu. Gleby to głównie piaski i ziemie brunatne, na których zwykle uprawia się zboża, ziemniaki oraz buraki. Część mieszkańców zajmuje się hodowlą bydła oraz trzody chlewnej. W czasach PRL w Mlewie istniało Kółko Rolnicze. We wsi znajdował się jeden sklep spożywczy.

## Oświata
We wsi mieści się szkoła zbudowana pod zaborem pruskim. Podczas jednej z reform oświaty w latach 90. XX wieku szkoła miała zostać zlikwidowana. Obecnie jest ona jednak prowadzona dla najmłodszych dzieci przez stowarzyszenie rodziców przeciwnych tej likwidacji.

## Kultura i rekreacja
Dzięki dotacjom unijnym w Mlewie został wyremontowany dom kultury, w którym znajduje się dobrze wyposażona siłownia, stół bilardowy oraz duża sala, w której można organizować imprezy okolicznościowe.
Na terenie Mlewa znajdują się cztery przepływowe jeziora polodowcowe: Jeziurek (Szkolne), Każaniec (Kazaniec), Korza oraz Głęboczek, które są połączone z istniejącym na granicy wsi dużym Jeziorem Mlewieckim. Stanowią one własność prywatną. W Mlewie organizowane były zawody wędkarskie.

## Straż Pożarna
Mlewo ma lokalny system ochrony przeciwpożarowej: ochotniczą straż pożarną oraz remizę. Zasięg ich działania obejmuje także okoliczne wsie.